# Dračevica (župa)

La župa de Dračevica.

Dračevica fue un condado (župa), una pequeña región la Bosnia medieval, ubicada en las zonas montañosas al noroeste de las Bocas de Kotor y la ciudad Herceg Novi, en la actual Montenegro. Corresponde a la región de Sutorina.